# Іст-Пенн Тауншип (округ Карбон, Пенсільванія)
Іст-Пенн Тауншип (англ. East Penn Township) — селище (англ. township) в США, в окрузі Карбон штату Пенсільванія. Населення — 2748 осіб (2020).

## Демографія
Згідно з переписом 2010 року, у селищі мешкала 2881 особа в 1158 домогосподарствах у складі 862 родин. Було 1253 помешкання
Расовий склад населення:
| - 98,6 % — білих - 0,2 % — чорних або афроамериканців - 0,1 % — корінних американців - 0,1 % — азіатів |

До двох чи більше рас належало 0,6 %. Частка іспаномовних становила 1,4 % від усіх жителів.
За віковим діапазоном населення розподілялося таким чином: 17,1 % — особи молодші 18 років, 64,7 % — особи у віці 18—64 років, 18,2 % — особи у віці 65 років та старші. Медіана віку мешканця становила 47,5 року. На 100 осіб жіночої статі у селищі припадало 97,5 чоловіків;  на 100 жінок у віці від 18 років та старших — 99,1 чоловіків також старших 18 років.
Середній дохід на одне домашнє господарство  становив 65 293 долари США (медіана — 55 250), а середній дохід на одну сім'ю — 74 671 долар (медіана — 64 755). Медіана доходів становила 48 162 долари для чоловіків та 37 237 доларів для жінок. За межею бідності перебувало 4,0 % осіб, у тому числі 4,3 % дітей у віці до 18 років та 2,8 % осіб у віці 65 років та старших.
Цивільне працевлаштоване населення становило 1430 осіб. Основні галузі зайнятості: освіта, охорона здоров'я та соціальна допомога — 24,4 %, виробництво — 14,5 %, роздрібна торгівля — 10,8 %, мистецтво, розваги та відпочинок — 9,0 %.